# Alice Randall
Alice Randall (4 de maio de 1959) é uma autora e compositora americana, mais conhecida por seu romance The Wind Done Gone, uma reinterpretação e paródia do popular romance de 1936, E o Vento Levou.

## Vida pregressa
Nascida Mari-Alice Randall em Detroit, Michigan, cresceu em Washington, DC. Alice frequentou a Universidade de Harvard, se formando com honras em Literatura Inglesa e Americana, em 1983 se mudou para Nashville, onde se tornou uma compositora de música country. Atualmente, vive em Nashville, Tennessee, é casada com David Ewing, advogado. Ela é escritora residente na Universidade Vanderbilt e ministra cursos, incluindo um seminário sobre letras de música country na literatura americana.

## Carreira

### Música
Alice foi a primeira mulher afro-americana a ser coautora de um hit country número um nas paradas. O single XXX's and OOO's (An American Girl) foi lançado em 1994 por Trisha Yearwood, cantora de música country. Mais de 20 de suas músicas foram gravadas, onde várias delas atingiram o top 10 e o top 40 dos melhores discos. Suas músicas foram tocadas por Trisha Yearwood e Mark O'Connor.

### Escrita

#### Ficção
Alice Randall é autora de seis romances, ainda não traduzidos para a língua portuguesa:
- The Wind Done Gone (Houghton Mifflin Company, 2001)
- Pushkin and the Queen of Spades (2004)
- Rebel Yell (2009)
- Ada's Rules: A Sexy Skinny Novel (2012)
- The Diary of B.B. Bright, Possible Princess (2013) winner of the Phillis Wheatley Award
- Black Bottom Saints (2020)

Seu primeiro romance, The Wind Done Gone, é uma reinterpretação e uma paródia do livro de Margaret Mitchell, E o Vento Levou, de 1936. O livro conta, essencialmente, a mesma história que E o Vento Levou, mas do ponto de vista da meia-irmã de Scarlett O'Hara, Cynara, uma  escrava mulata na plantação de Scarlett.
Em abril de 2001, Randall e sua editora, Houghton Mifflin, foram processadas por Margaret Mitchell, autora do livro E o Vento Levou, alegando que The Wind Done Gone violou os direitos autorais de seu livro. O processo foi resolvido, permitindo que The Wind  fosse publicado com a adição de um rótulo que o descrevesse como "uma paródia não autorizada". Além disso, Houghton Mifflin concordou em contribuir financeiramente com o Morehouse College, instituição de educação historicamente negra em Atlanta, apoiada pela empresa de Mitchell. O romance se tornou um best-seller do New York Times.
Pushkin and the Queen of Spades, seu segundo romance, foi considerado uma das "Melhores Ficções de 2004" do The Washington Post .

#### Não-ficção
Em 2015, o livro de receitas Soul Food Love, coescrito por Randall e sua filha, a poetisa e autora Caroline Randall Williams, foi publicado pela Random House. O livro recebeu o NAACP Image Award de Literatura em fevereiro de 2016.

## Prêmios
No ano de 2001, Alice recebeu o prêmio Al Neuharth Free Spirit e o Prêmio de Excelência da Literatura da Conferência de Memphis Black Writers em 2002, neste ano ela foi finalista do prêmio de NAACP Image Awards. De 23 de junho de 2011 a 24 de julho de 2011, foi aceita por uma prestigiada residência de redação na famosa comunidade de artistas Yaddo. Alice e sua filha, Caroline Randall Williams, receberam o NAACP Image Award for Literature 2016 (instrucional) por seu livro Soul Food Love.

## Música
- The Ballad of Sally Anne - Mark O'Connor, River City Ramblers
- Big Dream - Samantha Mathis
- Blinded By Stars - Adrienne Young
- Get the Hell Out of Dodge - Walter Hyatt
- Girls Ride Horses Too - Judy Rodman
- I'll Cry for Yours (Will You Cry for Mine) - Tamra Rosanes
- Many Mansions - Moe Bandy
- Reckless Night - The Forester Sisters
- Small Towns (Are Smaller for Girls) - Holly Dunn
- Solitary Hero - Carole Elliot
- The Resurrection - The Nitty Gritty Dirt Band
- Went for a Ride - Radney Foster
- Who's Minding the Garden - Glen Campbell
- XXX's and OOO's (An American Girl) - Trisha Yearwood